# Rad (Trebišov)
Rad es un municipio del distrito de Trebišov en la región de Košice, Eslovaquia, con una población estimada a final del año 2024 de 479 habitantes.
Se encuentra ubicado al este de la región, en la cuenca hidrográfica del río Ondava (afluente del río Bodrog que, a su vez, lo es del Tisza), y cerca de la frontera con la región de Prešov y Hungría.

## Demografía
| Año        | 1994 | 2004     | 2014    | 2024     |
| ---------- | ---- | -------- | ------- | -------- |
| Población  | 522  | 582      | 552     | 479      |
| Diferencia |      | +11,49 % | −5,15 % | −13,22 % |

| Año        | 2023 | 2024    |
| ---------- | ---- | ------- |
| Población  | 491  | 479     |
| Diferencia |      | −2,44 % |